# Horitzó Socialista
|  | No s'ha de confondre amb Moviment Socialista de Catalunya. |

Horitzó Socialista és un mitjà de difusió i reflexió comunista dels Països Catalans. Fou impulsat el juliol del 2022 per assemblees escindides d'Arran. La crítica principal a Arran, i a l'Esquerra Independentista en conjunt, és que els consideren interclassistes. Aquestes assemblees defensen el socialisme, entenent que, l'alliberament nacional, el de la dona treballadora i el del col·lectiu LGTBI van junts amb l'alliberament de la classe treballadora internacional.

## Història

### Crisi a Arran
El 31 de març de 2022, una militant de l'assemblea d'Arran de València publicà un article al portal digital L'Accent titulat Carta oberta al jovent comunista, on acusava l'Esquerra Independentista de socialdemòcrata i criticava l'estratègia de la unitat popular. Cinc dies després, Arran hi respongué amb un altre article, Hem nascut per vèncer, al mateix portal.
El juny l'assemblea de València va ser expulsada de l'organització. El 10 de juny, emeté un comunicat sobre l'expulsió en el qual acusava Arran de silenciar les crítiques.

### Fundació d'Horitzó Socialista
El 17 de juliol de 2022, una quinzena d'assemblees van fer pública la creació d'Horitzó Socialista. Entre les assemblees impulsores hi havia les de València, Vila-real, l'Alt Urgell, l'Alt Empordà, el Baix Empordà, Mataró, Reus, les de diversos barris de Barcelona, i les de diversos municipis del Baix Llobregat. Definien Horitzó Socialista com «un espai d’elaboració teòrica i de defensa de les tesis d’un Moviment Socialista encara en construcció» i afirmaven trencar amb el nacionalisme i l'interclassisme que representa l'estratègia de la unitat popular.
Horitzó Socialista considera que l'opressió nacional i el patriarcat són un aspecte més del capitalisme i que, per tant, seria poc útil l'alliberament nacional o el feminisme sense aconseguir també el socialisme. Està especialment influenciat per Gazte Koordinadora Sozialista, l'organització juvenil del Moviment Socialista Basc, que critica el reformisme de l'esquerra abertzale.
El mateix dia, Arran publicà un comunicat on afirmava que aquestes assemblees s'havien escindit de l'organització, malgrat que continuessin fent servir les xarxes socials d'Arran. L'escissió s'havia produït per discrepàncies ideològiques i estratègiques que havien provocat tensions durant mesos. Ideològicament, afirmaven que les assemblees escindides no compartien la proposta independentista, socialista i feminista de l'Esquerra Independentista. El 30 de juliol, les assemblees escindides van publicar un comunicat on feien públic que havien deixat Arran.
El 4 i 6 de setembre, Horitzó Socialista va publicar un article en dues parts sobre el moviment estudiantil. El cap de setmana del 17 i 18 de setembre, el Sindicat d'Estudiants dels Països Catalans va celebrar la seva assemblea nacional i l'endemà els nuclis de la Universitat de Barcelona del Campus del Raval i del Campus de Diagonal van fer públic que es dissolien perquè s'havien expulsat del sindicat membres dels seus nuclis. Aquests dos nuclis acusaven l'Esquerra Independentista de socialdemòcrata, oportunista i reformista, i acusaven la direcció del sindicat de trànsfoba. Finalment, van compartir l'article publicat per Horitzó Socialista.

### Creació de l'OJS i el SHSC
GÈNESI fou la primera organització que sorgia a Catalunya i al País Valencià sota el paraigua ideològic d'Horitzó i del Moviment Socialista. Van dur a terme un seguit de trobades de joves les quals van culminar amb la creació de l'OJS-CAT i l'OJS-PV (Organització Juvenil Socialista) a Catalunya i al País Valencià, seguint així els passos del Moviment Socialista d'Euskal Herria.
A principis del 2024, hi havia una vintena d'assemblees de l'OJS entre Catalunya i País Valencià, i així com tres sindicats d'habitatge: els dos primers, radicats a Barcelona, es van adherir al Moviment Socialista, mentre que el tercer, de l'Hospitalet, va ser fundat directament dins del Moviment.
El maig de 2024 anuncià la creació del Sindicat d’Habitatge Socialista de Catalunya, com una iniciativa per abordar la Crisi de l'habitatge a Catalunya des d'una perspectiva socialista, amb l'objectiu principal de lluitar per l'accés a un habitatge digne per a tothom, posant èmfasi en la necessitat de regular el mercat immobiliari i enfortir el sector del lloguer social. Incidint en la mobilització i la pressió política per aconseguir canvis significatius en les polítiques d'habitatge, com ara la promoció de la construcció d'habitatges de protecció oficial i la implementació de mesures per evitar l'especulació immobiliària.